# Лазарева субота

Воскресіння Лазаря — фреска в катакомбах Прісцилли

Лазарева субота — шоста субота передвеликоднього посту. Цього дня християни згадують диво воскресіння Ісусом Христом праведного Лазаря (див. Ів. 11). Святкування Лазаревої суботи випереджає Вхід Господній у Єрусалим.

## Євангеліє від Івана
Лише Євангеліє від Івана у 11 главі (Ів. 11) розповідає про хворобу, смерть та воскресіння Лазаря з Витанії.
 Ісус не поспішив зразу до Витанії, а почекав два дні і сказав «…Не на смерть ця недуга, а на Божу славу, щоб Син Божий прославився нею» (Ів. 11:4). Ісус знав, що Лазар помер і зачекав «Тоді просто сказав їм Ісус: Умер Лазар. І Я тішусь за вас, що там Я не був, щоб повірили ви. Та ходімо до нього.» (Ів. 11:14–15). У той час багато юдеїв прийшли у дім Марти та Марії, щоб виразити співчуття за смерть Лазаря. Коли Ісус наблизився до Витанії, Марта, сестра Лазаря, вибігла зустрічати його. Про іншу сестру — Марію каже євангеліст Іван: «Марія ж удома сиділа». Лазар помер і був уже у гробі 4 дні. При зустрічі з Ісусом Марта промовила: «Коли б, Господи, був Ти отут, то не вмер би мій брат… Та й тепер, знаю я, що чого тільки в Бога попросиш, то дасть Тобі Бог!». Проте вона не розуміє спочатку відповіді Ісуса — «Промовляє до неї Ісус: Воскресне твій брат!», хоча показує віру у воскресіння останнього дня. Та на кінець діалогу Марта промовляє визнання віри «Так, Господи! Я вірую, що Ти Христос, Син Божий, що має прийти на цей світ. І промовивши це, відійшла та й покликала нишком Марію…». По дорозі до гробниці Лазаря Ісус зустрів Марію та юдеїв, які прийшли оплакувати Лазаря і собі заплакав. Юдеї, що бачили це, казали: «Дивись, як любив його». Коли вони підійшли до печери, в якій був похований Лазар Ісус говорить з юдеями та Мартою: «Відваліть цього каменя! Сестра вмерлого Марта говорить до Нього: Уже, Господи, чути, бо чотири вже дні він у гробі… Ісус каже до неї: Чи тобі не казав Я, що як будеш ти вірувати, славу Божу побачиш? (Ів. 11:30–40)» і відвалили від неї камінь, Ісус став молитися:
 Після цих слів з печери вийшов воскреслий Лазар, «по руках і ногах обв'язаний пасами, а обличчя у нього було перев'язане хусткою». Ісус наказав розв'язати його. І тоді, як описує євангеліст Іван, про цю подію донесли фарисеям, а вони разом з первосвящеником змовилися, щоб убити Ісуса.
Після оповідання про воскресіння, Лазар згадується при столі на вечері у Витанії, коли Марія помазала ноги Ісуса миром (Ів. 12:1–3). Як оповідає євангеліст багато з юдеїв того дня прийшли до Витанії «та й поприходили не з-за Ісуса Самого, але щоб побачити й Лазаря, що його воскресив Він із мертвих.» (Ів. 12:9). Первосвященики хотіли через це вбити і Лазаря (Ів. 12:10). Та очевидно велика кількість народу, та наступний Вхід Господній у Єрусалим завадили це зробити.

## Християнська традиція
Святкування Лазаревої суботи встановлено з давніх часів; за деякими даними сягає перших віків християнства. Свою Божу місію на землі Ісус Христос завершив двома величними актами — воскресінням Лазаря й тріумфальним в'їздом до Єрусалиму. Для багатьох воно стало переконливим доказом Христового божества. Тут він виступає як всемогутній Бог. Відомий церковний письменник о. М.Мешлєр писав: «Це вже не був Ісус із Назарету, ані могутній учитель, ані один з давніх пророків, ані якийсь дух з другого світу, — це був сам Живий Бог. Одне Його слово дзвенить через безодню вічності і знову приводить душу з кінця потойбічного світу. Промінь блискавки проходить крізь темноту гробу і засвічує в мертвих костях іскру життя». Святкування воскресіння Лазаря в суботу перед Квітною неділею сягає перших віків християнства. У IV столітті на Сході Лазарева субота вже була урочистим святом. Пролог-книга життєписів святих Східної Церкви, подає перенесення мощей праведного Лазаря на 17 жовтня. Тут сказано, що грецький цісар Лев Філософ (886–912) збудував у Царгороді церкву на честь Лазаря. Він віднайшов його мощі на Кіпрі, що мали бути в мармуровій труні з написом: «Лазар чотириденний, друг Христовий». Велич і слава цього чуда були безпосередньою причиною Христового тріумфального в'їзду до Єрусалима у Квітну неділю. Захоплений народ вітав Христа як свого Месію, свого Царя і Господа.